# あおい吉勇
あおい吉勇（あおい よしき）は、作曲家の松本吉勇・由宇あおいの2人からなる音楽制作ユニット。スマイルカンパニー所属。

## 略歴
2003年、松本、由宇それぞれが大学在学中から作曲・編曲活動を開始。ユニットとして初の作品である「機動戦士ガンダムSEED」第3期オープニング「Believe」（玉置成実）を発表。同作品で2004年「第18回日本ゴールドディスク大賞」の「ニュー・アーティスト・オブ・ザ・イヤー」ならびに「アニメーション・アルバム・オブ・ザ・イヤー」を受賞。

## メンバー
松本吉勇（まつもと よしき）
東京音楽大学作曲指揮専攻映画・放送音楽コース卒業。
由宇あおい（ゆう あおい）
東京芸術大学音楽学部作曲科卒業。

## 楽曲提供

### 作曲・編曲
- 玉置成実「Believe」 - 作曲[1]（機動戦士ガンダムSEED オープニング主題歌）
- ELISA「時の迷宮」 - 作曲・編曲[2]
- 奥華子「小さな星」 - 編曲 ※奥華子と共同[3]
- NEWS「星をめざして」 - 編曲[4]
- チームしゃちほこ「Twiligh」 - 作曲・編曲[5]（LORD of VERMILION ARENA タイアップソング）
- 藤澤ノリマサ
  - 「ダッタン人の踊り」 - 作曲・編曲[6]
  - 「Prayer」 - 編曲[7]
  - 「君に逢いたい」 - 作曲・編曲[8]
  - 「未来の僕らへ」 - 編曲[1]（新テニスの王子様 オープニング主題歌）
- 少年隊
  - ミュージカル「PLAYZONE 2006 Change」 - 音楽監督[1]
    - 「変化」 - 作曲・編曲[1]
    - 「僕が僕であること」 - 作曲・編曲[1]
    - 「悪魔の唄」 - 編曲[1]
    - 「少年の想い出『原題:I REMEMBER』」 - 編曲[1]
    - 「謎の少年」 - 作曲[1]
- A.B.C-Z「ABC座 ジャニーズ伝説2017」 - 「I REMEMBER」リアレンジ[1]

### ゲーム音楽
- PS2ゲーム「ドラッグオンドラグーン2 封印の紅、背徳の黒」（2005年、スクウェア・エニックス）[1]
- LORD of VERMILIONシリーズ
  - PC「LORD of VERMILION ARENA」（2015年、スクウェア・エニックス）[1]
  - PC「LORD of VERMILION ARENA SEASON 2」（2016年、スクウェア・エニックス）[1]
  - PC「紅蓮之王 LORD of VERMILION ARENA 中国版」（2018年、スクウェア・エニックス）[1]
- PCゲーム「アンティーク カルネヴァーレ」（2017年、スクウェア・エニックス）[1]
- SP「サーヴァント オブ スローンズ」（2018年、スクウェア・エニックス） - テーマソング・メインホーム・闘技場BGM[1]

### その他
- 映画「369のメトシエラ -奇跡の扉-」（2009年） - 劇伴[1]